# Centropus leucogaster
Centropus leucogaster е вид птица от семейство Cuculidae.

## Разпространение
Видът е разпространен в Габон, Гана, Гвинея, Гвинея-Бисау, Камерун, Демократична република Конго, Кот д'Ивоар, Либерия, Нигер, Нигерия, Сенегал, Сиера Леоне и Того.